# Walkertshofen (Erdweg)
Koordinaten: 48° 19′ N, 11° 18′ O
Walkertshofen ist ein Ortsteil der Gemeinde Erdweg im Landkreis Dachau (Bayern). Das Pfarrdorf hat etwa 340 Einwohner.

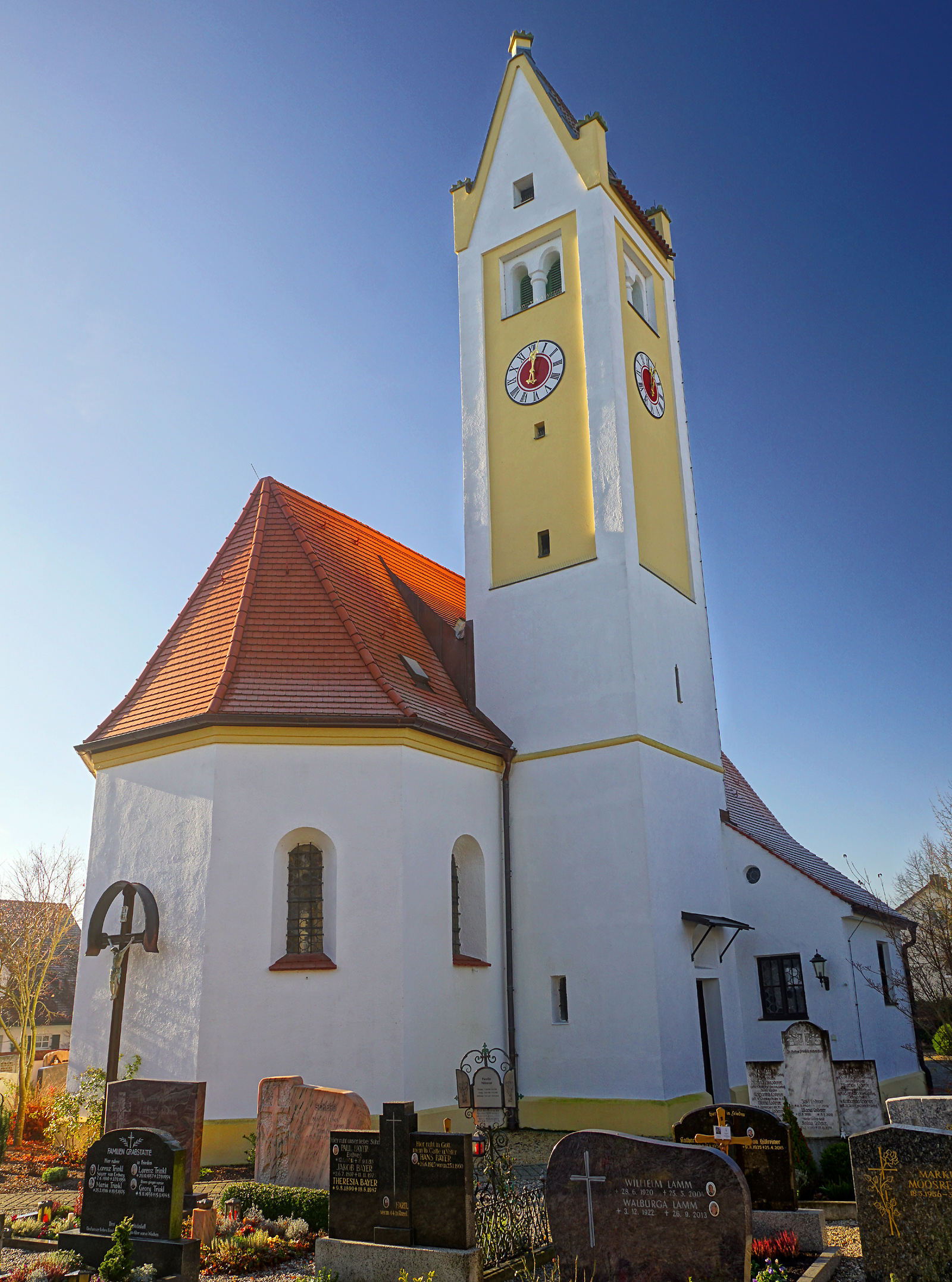
St. Mariä Himmelfahrt

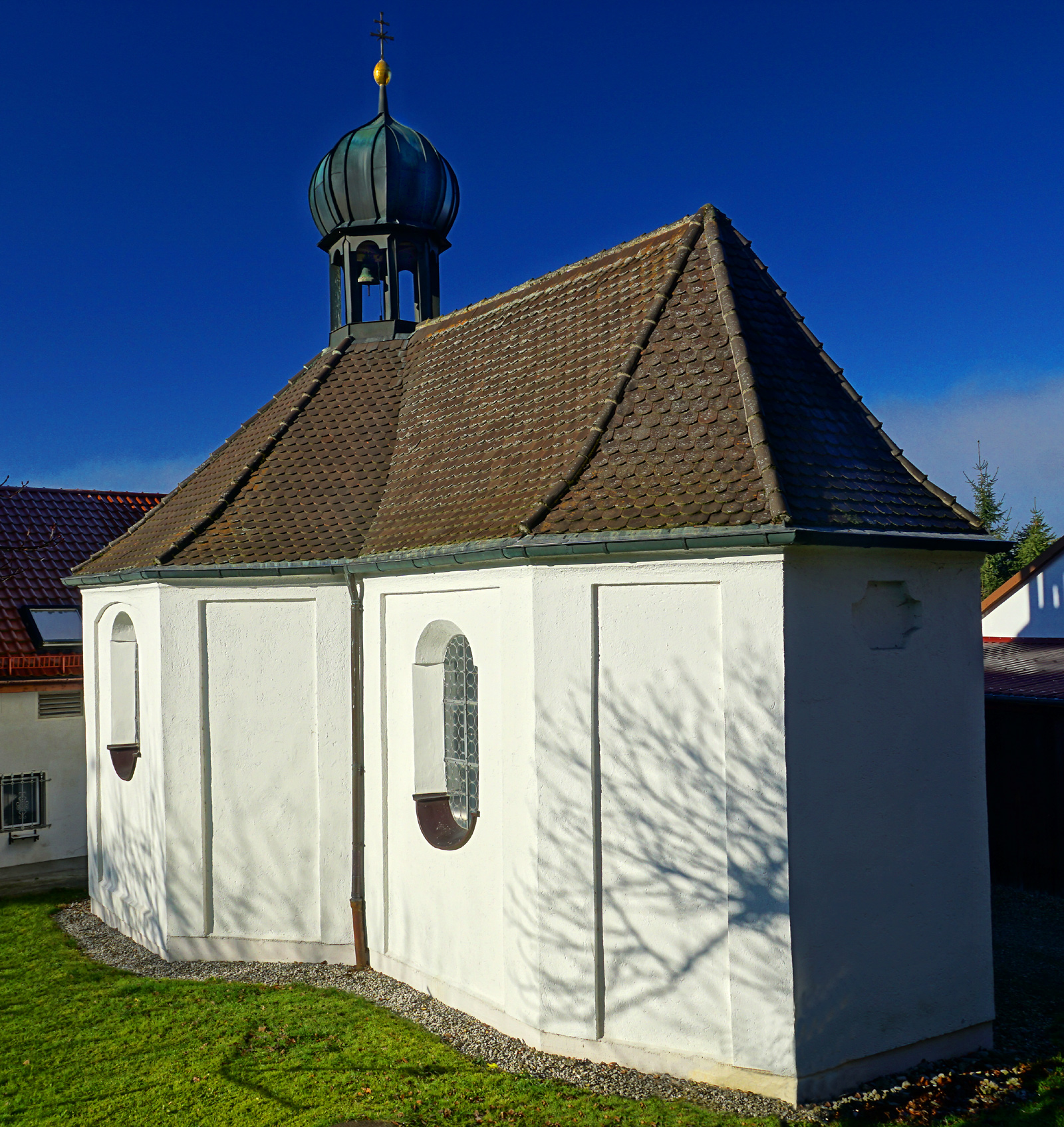
Bründlkapelle Maria Hilf

## Geographie
Walkertshofen befindet sich etwa einen Kilometer südwestlich von Erdweg am Steindlbach, der in Erdweg in die Glonn mündet.

## Geschichte
Walkertshofen ist einer der ältesten Orte des Landkreises Dachau und wird im Jahr 784 erstmals erwähnt. 1550 wurden in Walkertshofen Heilquellen entdeckt, woraufhin bis etwa 1554 ein großer Heilbadbetrieb herrschte.

## Sehenswürdigkeiten
- Katholische Pfarrkirche St. Mariä Himmelfahrt: im Kern spätgotisch, barockisiert und im 18./19. Jahrhundert verlängert;[2]
- Katholische Gnaden- und Bründlkapelle Maria Hilf: Zentralbau (Oktogon), erbaut um 1630/40;[3]
- zu Walkertshofen unterstellte Basilika Petersberg